# Papilio interjecta
Papilio interjecta là một loài bướm thuộc họ Bướm phượng (Papilionidae). 
Loài Papilio interjecta được mô tả năm 1960 bởi Someren. Loài bướm Papilio interjecta sinh sống ở .